# Ордея
Ордея́ (бел. Ардзяя́) — деревня в Сморгонском районе Гродненской области Белоруссии. Входит в состав Вишневского сельсовета, до 2016 года входила в состав Войстомского сельсовета.
Расположена в восточной части района на реке Поддубянка. Расстояние до районного центра Сморгонь по автодороге — около 13,5 км, до центра сельсовета агрогородка Войстом по прямой — 13 км. Ближайшие населённые пункты — Окушковщина, Рудня, Ягодново. Площадь занимаемой территории составляет 0,2284 км², протяжённость границ 6770 м.

## История
Деревня отмечена на карте Шуберта (середина XIX века) под названием Ордзея в составе Беницкой волости Ошмянского уезда Виленской губернии.. В 1865 году Ордея насчитывала 31 ревизскую душу, 9 дворов и 69 жителей, из них 35 православных и 34 католика. Входила в состав имения Залесье Огинских.
После Советско-польской войны, завершившейся Рижским договором, в 1921 году Западная Белоруссия отошла к Польской Республике и деревня была включена в состав новообразованной сельской гмины Войстом Свенцянского повета Виленского воеводства. 1 января 1926 года гмина Войстом была переведена в состав Вилейского повета.
В 1938 году Ордея насчитывала 24 дыма (двора) и 152 души.
В 1939 году, согласно секретному протоколу, заключённому между СССР и Германией, Западная Белоруссия оказалась в сфере интересов советского государства и её территорию заняли войска Красной армии. Деревня вошла в состав новообразованного Сморгонского района Вилейской области БССР. После реорганизации административного-территориального деления БССР деревня была включена в состав новой Молодечненской области в 1944 году. В 1960 году, ввиду новой организации административно-территориального деления и упразднения Молодечненской области, Ордея вошла в состав Гродненской области.

## Население
| 1865 | 1938 | 1999 | 2009 |
| ---- | ---- | ---- | ---- |
| 69   | 152  | 31   | 20   |

## Транспорт
Через деревню проходит автомобильная дорога местного значения Н6137 Шостаки — Мицкевичи — Студенец.
С райцентром населённый пункт связан автобусным маршрутом Сморгонь — Ордея.

## Достопримечательности
К северо-западу от Ордеи располагается территория биологического заказника «Мицкевичский».